# Дубівка (Донецький район)
Ду́бівка — село Харцизької міської громади Донецького району Донецькій області, Україна. Населення становить 50 осіб.

## Загальні відомості
Відстань до райцентру становить близько 25 км і проходить автошляхом Н21.
Землі села відірвані від основної частини Шахтарського району і перебувають в оточенні зі сходу смт Миколаївка Зугреська міська радата на північному сході с-ще. Водобуд Зугреська міська рада Харцизька Донецької області.
Унаслідок російської військової агресії із серпня 2014 р. Дубівка перебуває на тимчасово окупованій території.

## Населення
За даними перепису 2001 року населення села становило 50 осіб, із них 2 % зазначили рідною мову українську та 98 % — російську.